# Mesochorus politus
Mesochorus politus är en stekelart som beskrevs av Johann Ludwig Christian Gravenhorst 1829. Mesochorus politus ingår i släktet Mesochorus och familjen brokparasitsteklar. Arten är reproducerande i Sverige. Inga underarter finns listade i Catalogue of Life.